# Karl-Heinz Thun
Karl-Heinz Thun (Rostock, 29 de março de 1937 — 15 de junho de 1993) foi um velejador alemão, medalhista olímpico. Ele competiu nos Jogos Olímpicos de Verão de 1968 na classe Dragon e conquistou a medalha de bronze, ao lado de Konrad Weichert e Paul Borowski, como representantes da Alemanha Oriental. Quatro anos depois, nos Jogos Olímpicos de Verão de 1972, os três voltaram a disputar a mesma classe e conseguiram a prata.
O montador de navios treinado praticava seu esporte no SC Empor Rostock. Na classe de 5.5 Metre foi diversas vezes campeão da RDA e já navegou aqui com Borowski e Weichert. Em meados da década de 1960, eles mudaram para a classe olímpica de kite, onde conquistaram seu único título de campeonato em 1969. Depois da prata no Campeonato Europeu em 1969, a tripulação conquistou o título do Campeonato Europeu em 1970 e 1972.